# Claudi Labeó
Claudi Labeó (en llatí Claudius Labeo) va ser un notable batau, prefecte de l'ala batava de l'exèrcit romà que es va passar de Mummi Luperc a Juli Civilis. Civilis era el seu rival local i en va desconfiar. Com que no podia matar-lo per no incórrer en les ires dels bataus, i tement que si es quedava podria organitzar una desafecció en contra seu, el va enviar presoner a territoris dels frisis (Frisii), però Claudi es va poder escapar i es va posar al servei de Dil·li Vòcula, que li va donar el comandament d'una petita força amb la qual va fer una guerra de guerrilles. Va ser finalment derrotat per Civilis, però no el va poder capturar.